# الله أباد (نائين)
الله أباد هي قرية في مقاطعة نائين، إيران. عدد سكان هذه القرية هو 122 في سنة 2006.